# Kurbán Shirayev
Kurbán Shirayev –en ruso, Курбан Шираев– es un deportista ruso que compite en lucha libre. Ganó una medalla de oro en el Campeonato Europeo de Lucha de 2020, en la categoría de 65 kg.

## Palmarés internacional
| Campeonato Europeo | Campeonato Europeo | Campeonato Europeo | Campeonato Europeo |
| Año                | Lugar              | Medalla            | Categoría          |
| ------------------ | ------------------ | ------------------ | ------------------ |
| 2020               | Roma (Italia)      | Medalla de oro     | 65 kg              |